# Gnadochaeta sigilla
Gnadochaeta sigilla là một loài ruồi trong họ Tachinidae.